# Stephan Schleiss

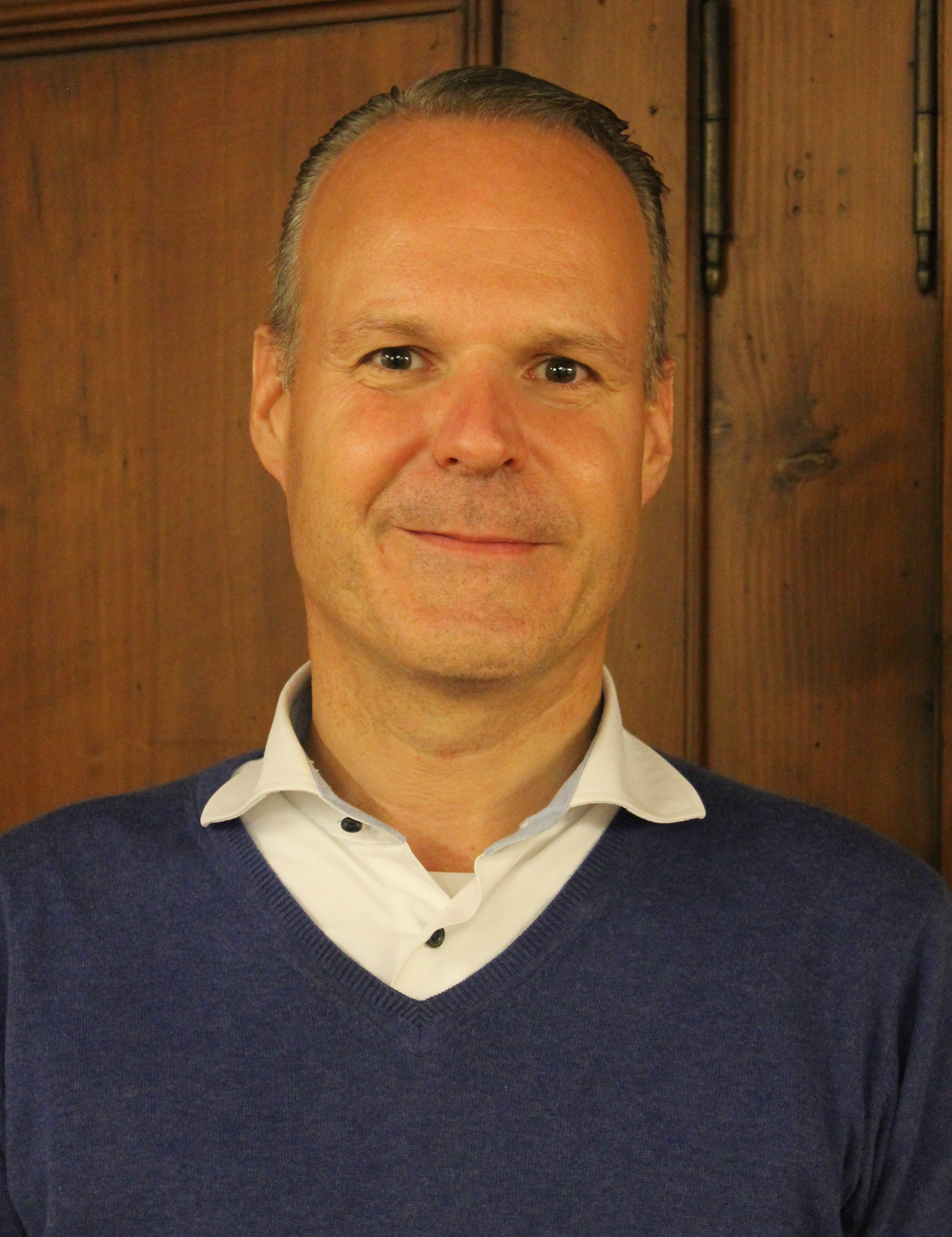
Stephan Schleiss (2020)

Stephan Schleiss (* 26. Dezember 1972; heimatberechtigt in Engelberg) ist ein Schweizer Politiker (SVP).

## Biografie
Schleiss studierte von 1992 bis 2001 Wirtschaftswissenschaften mit Schwerpunkt Banking & Finance an der Universität Zürich und schloss mit dem Lizenziat ab. Anschliessend arbeitete er bei der Schweizer Privatbank Vontobel in Zürich. Als Vizedirektor war er in der Risikoüberwachung (Market Risk Control) tätig. In der Schweizer Armee führte er zwischen 1998 und 2003 die Schwere Gebirgsfüsilierkompanie IV/48, heute ist er im Stab des Gebirgsinfanteriebataillons 29 eingeteilt. Schleiss wohnt in Steinhausen und ist ledig.

## Politik
Von 2004 bis 2010 war Schleiss im Zuger Kantonsrat und dabei Präsident der vorberatenden Kommission zum neuen Finanzhaushaltsgesetz sowie Mitglied anderer Kommissionen, unter anderem der engeren Staatswirtschaftskommission. Von 2004 bis 2008 präsidierte er die SVP Steinhausen, zwischen 2008 und 2010 die SVP des Kantons Zug. Im Januar 2011 übernahm er an Stelle des nicht wiedergewählten Patrick Cotti im Zuger Regierungsrat die Direktion für Bildung und Kultur.